# Volzia azzaroliae
Volzia azzaroliae är en svampdjursart som först beskrevs av Sarà 1978.  Volzia azzaroliae ingår i släktet Volzia och familjen borrsvampar. Inga underarter finns listade i Catalogue of Life.